# Báo và Phát thanh – Truyền hình Kiên Giang
Báo và Phát thanh – Truyền hình Kiên Giang (tiếng Anh: Kien Giang Newspaper and Radio - Television; viết tắt: KG-PTTH), là một cơ quan báo chí - truyền thông trực thuộc tỉnh ủy Kiên Giang. Đài được thành lập ngày 2 tháng 9 năm 1977, có chức năng, nhiệm vụ tuyên truyền, phổ biến chủ trương, chính sách của Đảng và Nhà nước, phản ánh kịp thời các mặt hoạt động chính trị, kinh tế, khoa học kỹ thuật và văn hóa xã hội, góp phần giáo dục nâng cao dân trí và đáp ứng nhu cầu giải trí của nhân dân trong tỉnh và các vùng lân cận.
Trải qua quá trình hoạt động, Đài Phát thanh – Truyền hình Kiên Giang (KGTV) không ngừng lớn mạnh và phát triển; thực hiện tốt nhiệm vụ tuyên truyền các chủ trương, đường lối của Đảng và chính sách, pháp luật của Nhà nước. Cùng với việc tăng thời lượng phát sóng, Đài Phát thanh – Truyền hình Kiên Giang (KG) còn không ngừng đầu tư cơ sở vật chất kỹ thuật, luôn đổi mới, nâng cao chất lượng nội dung và hình thức thể hiện chương trình, mở rộng diện phủ sóng phục vụ tốt các nhiệm vụ chính trị của Đảng bộ tỉnh, góp phần tích cực vào sự nghiệp phát triển kinh tế, văn hóa, xã hội, an ninh, quốc phòng... và đáp ứng ngày càng tốt hơn nhu cầu thông tin giải trí, hưởng thụ văn hoá tinh thần của cán bộ, nhân dân tỉnh nhà.

## Lãnh đạo
- Giám đốc: Lê Văn Chuyển.
- Phó Giám đốc: Huỳnh Thị Diễm, Đỗ Quốc Bửu.

## Lịch sử
- 02/09/1977: Thành lập Đài Phát thanh Kiên Giang phát chương trình trên sóng AM 1089 KHz.
- 02/09/1984: Đổi tên thành Đài Phát thanh – Truyền hình Kiên Giang.
- 04/05/1987: Chính thức phát hình đầu tiên trên kênh 10, lấy logo là KTV10, đến năm 1997 đổi tên là THKG10, năm 2006 là KG và từ năm 2009 đến nay là KG-PTTH
- 01/02/2008: Kênh KG1 ra mắt phát sóng thử nghiệm.
- 23/08/2009: Phát sóng chính thức kênh truyền hình kỹ thuật số KG1.
- Năm 2009: Ra mắt gameshow Về Tây Nam - Gameshow đầu tiên của Đài.
- Năm 2010 Đài đưa vào phát sóng chương trình phát thanh trên sóng FM 99,4 MHz.
- 25/08/2010: Sản xuất các chương trình văn nghệ, giải trí và hưởng thụ của khán giả xem đài
- 10/01/2011: Mở thêm mục Thời sự quốc tế (nay là Tin thế giới 24h).
- 2015 - 2017: Ra mắt trang thông tin điện tử và chính thức đi vào hoạt động tại địa chỉ: www.kgtv.vn.
- Năm 2018: Phát sóng các chương trình truyền hình như văn nghệ, giải trí trên truyền hình, hạ tầng phát sóng và các kênh truyền hình và phát thanh của đài sản xuất.
- 28/06/2019: Hai kênh KG & KG1 lên sóng truyền hình HD.
- 30/06/2025: Hai kênh KG & KG1 chính thức ngừng phát sóng và thay thế logo. Kênh KG thay thế thành kênh ATV1, kênh KG1 thay thế thành kênh ATV3.

## Các kênh
- FM 99,4 MHz: Đài Phát thanh Kiên Giang phát sóng thời lượng từ 05h25 đến 24h00 (18h35/24h)
- Kênh KG1-PTTH: Kênh Truyền hình Kiên Giang phát sóng thời lượng 18h45/24h (5:15 - 24:00)
- Kênh KG-PTTH: Kênh Truyền hình Kiên Giang phát sóng thời lượng 18/24h (5:15 - 23:15) (trước năm 2010 thì phát sóng từ 5:30 - 23:15)
- SCTV: Kênh 87
- SCTV: Cáp Analog tại Kiên Giang
- HTVC: Kênh 114
- SDTV: Kênh 34
- VTC: Kênh 84
- MyTV - VNPT: Kênh 683
- Viettel TV: Kênh 232
- Truyền hình OTT: HTVC, Clip TV, K+, MyTV net, HTVC TVoD, KGTV App
- Truyền hình Vinasat-1
- Kênh KG1: Phát sóng từ 5 giờ 15 đến 24 giờ mỗi ngày
- SCTV: Phủ sóng DVB-T2
- SDTV: Kênh 35
- VTC: Kênh 85
- FPT: Kênh 151
- Truyền hình OTT: FPT Play, KGTV App, MyTivi, K+